# Veterans of Foreign Wars Walter R. Mickens Post 6021 and William Weech American Legion Post 168
Der Veterans of Foreign Wars Walter R. Mickens Post 6021 and William Weech American Legion Post 168 ist ein historisches Gebäude in Key West im US-Bundesstaat Florida. Es ist den afroamerikanischen Militärangehörigen gewidmet, die großteils ab den 1950er Jahren in Key West stationiert waren. Das Gebäude wurde am 30. Mai 2012 in das National Register of Historic Places aufgenommen.

## Geschichte
Der William Weech American Legion Post 168, ein Posten der Amerikanischen Legion, befindet sich an der 803 Emma Street im Stadtviertel Bahama Village in unmittelbarer Nachbarschaft zur Naval Air Station Key West. Er ist der letzte übrig gebliebene Posten, der in einem Joint Venture mit dem historischen Veterans of Foreign Wars Walter R. Mickens Post 6021 fungierte. Der 1899 ins Leben gerufenen Veteranenorganisation Veterans of Foreign Wars gehören und gehörten Millionen Mitglieder, darunter verschiedene US-Präsidenten, diverse Politiker und weitere Personen des öffentlichen Lebens, an. Über das ganze Land verteilt hat die Organisation tausende solcher Posten. Am 25. August 1951 erfolgte der Spatenstich für den neuen Heimatposten, der in weiterer Folge nach dem 1952 erfolgten Joint Venture den gewidmeten Namen William Weech American Legion Post 168 and (historic) VFW Walter R. Mickens Post 6021  erhielt. Zu diesem Zeitpunkt gab es auch zwei weiße Posten in Key West, den Arthur Sawyer Post 28, sowie den VFW Post 3911.
In Zeiten der Rassentrennung schworen die Soldaten des Ersten und Zweiten Weltkriegs sowie die Soldaten des Koreakrieges, auch als Veteranen der Präambel der Amerikanischen Legion mit Würde und Rechtschaffenheit treu zu bleiben. Die einheimischen Veteranen von der Insel Key West verblieben sorgsam mit ihrem Schwur und dem Wissen über die eigene Tapferkeit und der Tapferkeit der anderen. Das als einzigartig bezeichnete Joint Venture zeigte die Liebe und den Respekt, den sich die Männer gegenseitig entgegenbrachten. Weiters war der Posten ein Anlaufpunkt für die Veteranen, deren Familien und die Gemeinschaft, wobei während der frühen 1950er bis in die späten 1960er Jahre zehntausend schwarze Militärangehörige auf den Florida Keys stationiert waren. Zahlreiche Veteranen heirateten einheimische Frauen und setzten ihre Laufbahn bei den US-Streitkräften fort. Im Laufe der Jahre traten zahlreiche vorwiegend afroamerikanische Künstler, wie Otis Redding, Etta James, Ruth Brown, Dinah Washington, B. B. King oder KC and the Sunshine Band im Saal des Postens, der auch für andere Anlässe, wie etwa Hochzeiten, Geburtstage oder Trauerfeiern genutzt wurde, auf.
Am 15. Mai 2011 erhielt der William Weech Post 168 ein SAL Charter und feierte am 25. August des gleichen Jahres sein 60-jähriges Bestehen. Im gleichen Jahr war das Gebäude auch vor einem Abriss bedroht, der von Seiten der Baubehörde von Key West ausging. In weiterer Folge wurde das Gebäude mit Hilfe diverser Architekten und einer kleinen Gruppe von Veteranen vor diesem Schicksal gerettet. Durch das ortsansässige Bahama Village Redevelopment Advisory Committee wurden 300.000 US-Dollar beiseite gelegt, um die notwendig gewordene Renovierung des historischen Schauplatzes zu finanzieren. Aufgrund statischer Probleme galt das Gebäude kurzzeitig sogar als einsturzgefährdet und durfte nicht betreten werden. Dass über einen längeren Zeitraum kein offizieller Plan vorlag, wie man das Gebäude retten könnte, ließ den möglichen Abriss immer näher rücken. Der damalige Kommandant des Postens, Josephus Chaplin, setzte alles daran, dass bei einer Renovierung so viel ursprüngliche Bausubstanz wie möglich sowie Dekor erhalten bliebe. Dies stand jedoch in Konflikt mit den Plänen der zuständigen Architekten, was unter anderem zum Rückzug des führenden Architekten, Michael Miller, der selbst um den Erhalt des Gebäudes bemüht war, vom Projekt führte. Zu dieser Zeit wurden vor allem das Dach und der Dachstuhl als erhaltungswürdig bezeichnet.
Im darauffolgenden Jahr waren die Restaurierungs- und Renovierungsarbeiten weitgehend abschlossen, woraufhin am 30. Mai 2012 die Aufnahme ins National Register of Historic Places erfolgte. Bereits im Jahre 2010 wurde bei Stadtverwaltung von Key West ein Antrag auf Restaurierung des historisch wertvollen Gebäudes gestellt.